# George Steiner

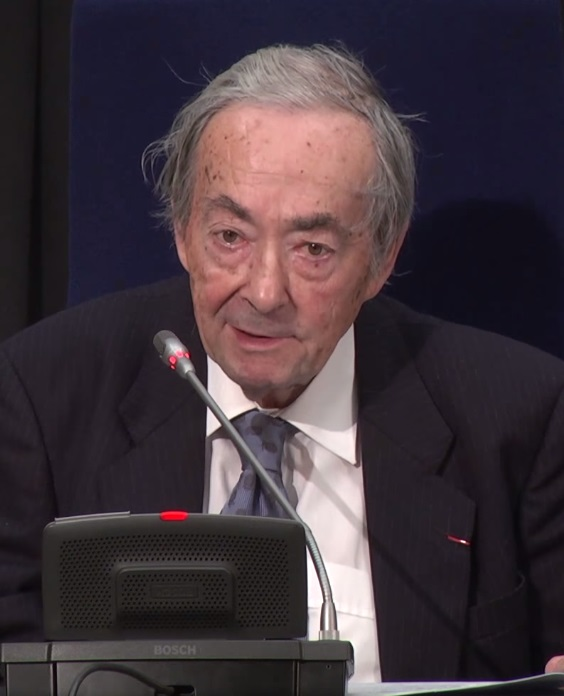
George Steiner (2013)

Francis George Steiner (* 23. April 1929 in Neuilly-sur-Seine bei Paris; † 3. Februar 2020 in Cambridge, Vereinigtes Königreich) war ein US-amerikanischer Literaturwissenschaftler, Schriftsteller, Philosoph und Kritiker.

## Leben

### Kindheit
George Steiner wurde als Sohn der österreichischen Juden (Friedrich) Frederick George Steiner und Elsie Steiner in Neuilly-sur-Seine bei Paris geboren. Sein Vater (* 1890 in Lidice) stammte aus einfachen Verhältnissen und war in Wien zu einem einflussreichen Bankier geworden. Seine Mutter stammte aus dem Elsass.
Ein Großonkel mütterlicherseits war Karl Emil Franzos. Steiners Eltern wanderten 1924 angesichts des wachsenden Antisemitismus aus Wien nach Frankreich aus. George lernte Französisch, Englisch und Deutsch gleichermaßen zu sprechen und las, angeregt durch seinen Vater, Klassiker des Bildungskanons. Zunächst besuchte er das Pariser Lycée Janson de Sailly im 16. Arrondissement.
Im Mai 1940, nach dem Beginn des Westfeldzugs, floh seine Familie via Genua nach New York. Keine vier Wochen später besetzte die Wehrmacht Paris.
Bis auf ihn und eine weitere Person wurden alle jüdischen Schüler aus seiner Lycéeklasse in Konzentrationslagern ermordet.
Steiner besuchte das French Lycée und machte 1947 das Baccalauréat; 1944 erhielt er die Staatsbürgerschaft der Vereinigten Staaten.

### Akademische Laufbahn
Steiner studierte in Chicago (B.A.), Harvard (M.A.) und wurde am Balliol College der Universität Oxford promoviert. Noch als Student begann er zu publizieren und arbeitete von 1952 bis 1956 als Redakteur bei der Zeitschrift The Economist in London.
Danach kehrte er zurück in die USA und besuchte von 1956 bis 1958 das Institute for Advanced Study der Princeton University, an dem er 1959/60 auch seine ersten Vorlesungen halten konnte. 1958/59 erhielt Steiner eine Fulbright-Professur an der Universität Innsbruck, und ab 1961 lehrte er als Founding Fellow am Churchill College in Cambridge. 1974 wechselte er als Professor für Englische Literatur und Vergleichende Literaturwissenschaft zur Universität Genf, wo er bis zu seiner Emeritierung 1994 tätig war. Daraufhin übernahm er 1994/95 den Lord-Weidenfeld-Lehrstuhl für Komparatistik am St Anne’s College der Universität Oxford. 2002/03 schloss er seine Lehrtätigkeit mit einer Professur an der Harvard University ab (als Norton Professor of Poetry).
Als Fachmann für vergleichende Literaturwissenschaft beschäftigte er sich in seinen Büchern und Aufsätzen mit kulturphilosophischen Fragen der Übersetzung und dem Wesen von Sprache und der Literatur. Er untersuchte vorzugsweise die Beziehung zwischen Literatur und Gesellschaft, insbesondere im Licht der neueren Geschichte. So verfasste er etwa in Language and Silence (1967) Essays über die dehumanisierenden Folgen des Zweiten Weltkriegs auf die Literatur. Seine Studie Nach Babel (1975) über Sprache und Übersetzung gilt als fundamentales Werk der Komparatistik.
Er schrieb neben wissenschaftlichen Beiträgen regelmäßig Rezensionen und Artikel für Zeitschriften und Zeitungen wie den New Yorker, das Times Literary Supplement und den Guardian. Steiner sprach und schrieb in fünf Sprachen. Er war Mitglied der British Academy.

### Familie
1955 heiratete er Zara Shakow, mit der er von seinen Freunden 1952 bekannt gemacht worden war. Ihr Sohn David war Dekan der School of Education am Hunter College in New York, Tochter Deborah lehrt als Professorin für Klassische Philologie an der Columbia University. Steiner starb im Februar 2020 im Alter von 90 Jahren in seinem Haus im britischen Cambridge. 10 Tage nach ihm starb seine Frau Zara im Alter von 91 Jahren.

## Werke
Chronologisch geordnet nach dem Erscheinen der englischen Originalausgabe:
- Tolstoj oder Dostojewskij. Analyse des abendländischen Romans. Aus dem Englischen von Jutta und Theodor Knust. Piper, München, Zürich 1990 (deutsch zuerst: Langen Müller, München, Wien 1964; englische Originalausgabe zuerst unter dem Titel: Tolstoy or Dostojewsky. Alfred A. Knopf, New York 1959).
- Der Tod der Tragödie. Ein kritischer Essay. Langen Müller, München, Wien 1962 (zuerst unter dem Titel: Death of Tragedy. Alfred A. Knopf, New York 1961).
- Sprache und Schweigen. Essays über Sprache, Literatur und das Unmenschliche. Aus dem Englischen von Axel Kaun. Suhrkamp, Frankfurt am Main 1969 (zuerst unter dem Titel: Language and Silence: Essays on Language, Literature, and the Inhuman. Atheneum, 1967).
- In Blaubarts Burg. Anmerkungen zur Neudefinition der Kultur. Deutsch von Friedrich Polakovics. Suhrkamp, Frankfurt am Main 1972 (= suhrkamp taschenbuch 77; zuerst unter dem Titel: Notes towards the Redefinition of Culture. University of Kent, Canterbury 1971).
- Extraterritorial. Papers on Literature and the Language Revolution. Penguin Books, Middlesex 1975 (= suhrkamp taschenbuch 77). Zuerst bei Faber & Faber, London 1972 (First published in U.S.A. 1971).
- The Sporting Scene. White Knights of Reykjavik. Faber & Faber, London 1973.
- Nach Babel. Aspekte der Sprache und des Übersetzens. Erweiterte Neuauflage. Deutsch von Monika Plessner unter Mitwirkung von Henriette Beese. Übersetzung des Vorworts sowie der überarbeiteten und neuen Textpassagen durch Peter Sillem. Suhrkamp, Frankfurt am Main 1994, ISBN 3-518-40648-5 (deutsch zuerst 1981; englische Originalausgabe 1975 zuerst unter dem Titel: After Babel. Aspects of Language and Translation.).
- Martin Heidegger. Eine Einführung. Aus dem Englischen von Martin Pfeiffer. Hanser, München, Wien 1989 (= Edition Akzente, ISBN 3-446-15358-6. Zuerst unter dem Titel: Martin Heidegger. The Viking Press, New York 1978).
- The Portage to San Cristóbal of A.H. Faber & Faber, London 1981 (nicht in deutscher Übersetzung erschienen[7]).
- Die Antigonen. Geschichte und Gegenwart eines Mythos. Aus dem Englischen übersetzt von Martin Pfeiffer. Hanser, München, Wien 1988, ISBN 3-446-14850-7; Deutscher Taschenbuchverlag, München 1990, ISBN 3-423-04536-1 (zuerst unter dem Titel: Antigones. Oxford University Press, Oxford, New York 1984).
- Von realer Gegenwart. Hat unser Sprechen Inhalt? Mit einem Nachwort von Botho Strauß. Aus dem Englischen von Jörg Trobitius. Hanser, München, Wien 1990, ISBN 3-446-15823-5 (zuerst unter dem Titel: Real Presences. Faber and Faber, London 1989).
- Der Garten des Archimedes. Essays. Aus dem Englischen von Michael Müller. Hanser, München, Wien 1997, ISBN 3-446-18957-2 (zuerst unter dem Titel: No Passion Spent. Essays 1987–1996. Faber and Faber, London 1996).
- Errata: Bilanz eines Lebens. Aus dem Englischen von Martin Pfeiffer. Hanser, München, Wien 1999 (zuerst unter dem Titel: Errata. Faber & Faber, London 1999). dtv: ISBN 3-423-30855-9, Autobiografie.
- Grammatik der Schöpfung. Aus dem Englischen von Martin Pfeiffer. Hanser, München, Wien 2001, ISBN 3-446-20077-0 (zuerst unter dem Titel: Grammars of Creation. Faber & Faber, London 2001). dtv: ISBN 3-423-34095-9.
- Der Meister und seine Schüler. Aus dem Englischen von Martin Pfeiffer. Hanser, München 2004, ISBN 3-446-20549-7.[8]
- Warum Denken traurig macht. Zehn (mögliche) Gründe. Aus dem Englischen von Nicolaus Bornhorn. Mit einem Nachwort von Durs Grünbein. Suhrkamp, Frankfurt am Main 2006, ISBN 3-518-41841-6.
- Meine ungeschriebenen Bücher. Aus dem Englischen von Martin Pfeiffer. Hanser, München 2007, ISBN 978-3-446-20934-3
- Die Logokraten. Aus dem Englischen und Französischen von Martin Pfeiffer. Hanser, München, 2009, ISBN 978-3-446-23322-5 (Essay- und Gesprächsband).
- Im Raum der Stille. Lektüren. Aus dem Englischen von Nicolaus Bornhorn. Suhrkamp, Berlin 2011, ISBN 978-3-518-42231-1 (Essays aus The New Yorker).
- Gedanken dichten. Aus dem Englischen von Nicolaus Bornhorn. Suhrkamp, Berlin 2011 (zuerst unter dem Titel: The Poetry of Thought. New Directions, New York 2011, ISBN 978-0-8112-1945-7).
- Ein langer Samstag. Ein Gespräch mit Laure Adler. Aus dem Französischen von Nicolaus Bornhorn. Hoffmann und Campe, Hamburg 2016, ISBN 978-3-455-50377-7 (zuerst unter dem Titel: Un long samedi. Flammarion, Paris 2014. Die Gespräche wurden zwischen 2002 und 2014 geführt.).

## Zitate
„Wir sind uns jetzt bewußt, daß extreme Formen kollektiver Hysterie und Grausamkeit mit einer damit parallel verlaufenden Instandhaltung oder sogar Weiterentwicklung der Institutionen, der Bürokratie und der Berufsethik einer hochentwickelten Kultur einhergehen können. […] Wir wissen auch – und hier betreffen es Kenntnisse, die sorgfältig dokumentiert sind, aber bisher in keiner Weise Eingang in eine rationelle Psychologie gefunden haben –, daß in ein und demselben Individuum klare Merkmale einer literarischen und ästhetischen Empfindung mit einem barbarischen, politisch sadistischen Verhalten zusammen gehen können. Menschen wie Hans Frank, der die Endlösung in Osteuropa leitete, waren begeisterte Kenner und in einigen Fällen Interpreten von Bach und Mozart. Wir wissen, daß manche Helfer und Helfershelfer der Bürokratie der Henker und der Verbrennungsöfen Goethe-Kenner waren und gern Rilke lasen.“

„(G. Steiner zu seinem Verhältnis zu Israel:)
Israel ist ein reines Wunder, ein magisch erfüllter Traum aus der Hölle. Es ist jetzt der einzige sichere Zufluchtsort für den Juden, wenn es irgendwo wieder losgeht. Und es wird wieder losgehen! Vielleicht wird Israel eines Tages meine Kinder und Enkelkinder beherbergen. Welcher Jude hat das Recht, dem Zionismus gegenüber Zweifel, sogar Trauer zu hegen? Jedoch: Während mehr als zweitausend Jahren der Verfolgung, des Massenmords, des Ghettos und des Hohns war der Jude nicht imstande, einen anderen Menschen zu demütigen, zu foltern. Meines Erachtens gab es keine höhere Auszeichnung, keinen stolzeren Adel, als dem Volk anzugehören, welches nicht gefoltert hat! Beinahe seit meiner Kindheit war ich so stolz darauf, von solch einer Arroganz: Ich gehöre der höchsten Rasse an, weil wir nicht foltern. Wir sind die einzigen. Wir hatten nicht die Macht dazu. Halleluja!“

„(Steiners Lieblingswitz, mit dem er über den Tag kommt:)
Gott hat endgültig genug von uns und verkündet das Kommen einer neuen Sintflut binnen zehn Tagen. Keine Arche werde diesmal auf den Weg gebracht. Aus. Schluss. Feierabend. Aus Rom ruft der Papst die Katholiken auf, sich Gottes Willen zu fügen und das Ende im Gebet zu erwarten. Die Protestanten sagen: Lasset uns beten, zuvor aber unsere Bankkonten ordnen, die Bilanzen müssen stimmen. Der Rabbi hingegen ruft aus: Zehn Tage? Aber das reicht völlig, um das Atmen unter Wasser zu erlernen.“

## Auszeichnungen (Auszug)
- 1970: Guggenheim-Stipendium
- 1984: Chevalier de la Légion d’Honneur
- 1989: Honorary Membership der American Academy of Arts and Sciences
- 2001: Prinz-von-Asturien-Preis (Premio Príncipe de Asturias), Kategorie «Kommunikation und Geisteswissenschaften»
- 2002: Ehrendoktor der Universität Salamanca, Spanien
- Am 25. Mai 2003 erhielt er den Ludwig-Börne-Preis auf Vorschlag des Jurors Bundesaußenminister Joschka Fischer von der Frankfurter Ludwig-Börne-Stiftung.[10]
- Am 2. Juni 2015 wurde ein Asteroid nach ihm benannt: (22299) Georgesteiner.

## Einzelbelege
1. 1 2  George Steiner im Munzinger-Archiv, abgerufen am 9. März 2024 (Artikelanfang frei abrufbar)
2. ↑  Durs Grünbein: Vom Gewicht des Gedichts. In: Frankfurter Allgemeine Zeitung, 23. April 2019. Siehe George Steiner: After Babel. Aspects of Language and Translation. 3. Auflage. Oxford University Press, Oxford, New York 1998, S. 120.
3. ↑  Christopher Lehmann-Haupt, William Grimes: George Steiner, Prodigious Literary Critic, Dies at 90. In: The New York Times, 3. Februar 2020.
4. ↑  George Steiner, Die Schule des Lesens. In: Sternstunde Philosophie, 4. Dezember 2011.
5. ↑  Christopher Lehmann-Haupt, William Grimes: George Steiner, Prodigious Literary Critic, Dies at 90. In: The New York Times, 3. Februar 2020.
6. ↑  Willi Winkler: Nachruf - George Steiner, der letzte Kaffeehausgast. Abgerufen am 1. Mai 2020.
7. ↑  Philipp Steiner: Wie Uwe Johnson ein Buch verhindert. Über ein Gutachten zu George Steiners The Portage to San Cristobal of A.H. In: Johnson-Journal, Nr. 1/2025, doi:10.52825/jojo.v1i.2642
8. ↑  Rezension von Wolfram Schütte: „Der Meister und seine Schüler“. In: Titel-Kulturmagazin, 7. April 2005.
9. ↑  Gertie F. Bögels: Psychoanalyse in der Sprache Alice Millers. Königshausen und Neumann, Würzburg 1997, ISBN 3-8260-1321-2, (Universität Amsterdam, Dissertation, 1992), S. 80.
10. ↑  Auszeichnung: Schriftsteller George Steiner erhält Ludwig-Börne-Preis. In: Frankfurter Allgemeine Zeitung, 25. Mai 2003 (dpa-Meldung).

| Personendaten    | Personendaten                                                                            |
| ---------------- | ---------------------------------------------------------------------------------------- |
| NAME             | Steiner, George                                                                          |
| ALTERNATIVNAMEN  | Steiner, Francis George (vollständiger Name)                                             |
| KURZBESCHREIBUNG | US-amerikanischer Literaturwissenschaftler, Schriftsteller, Philosoph und Kulturkritiker |
| GEBURTSDATUM     | 23. April 1929                                                                           |
| GEBURTSORT       | Neuilly-sur-Seine bei Paris                                                              |
| STERBEDATUM      | 3. Februar 2020                                                                          |
| STERBEORT        | Cambridge                                                                                |